# Siliquofera grandis
Siliquofera grandis is een rechtvleugelig insect uit de familie sabelsprinkhanen (Tettigoniidae). De wetenschappelijke naam van deze soort is voor het eerst geldig gepubliceerd in 1853 door Blanchard.

## Leefwijze
Ondanks het feit dat hij over vleugels beschikt, vliegt hij maar zelden en alleen als het echt nodig is. Ze bewegen zich voort door korte sprongen te maken met behulp van hun goed ontwikkelde achterpoten. De vrouwtjes beschikken over een afgevlakt sabelachtige ovipositor, dit is een naar buiten stekend orgaan dat gebruikt wordt om de eitjes te leggen. Deze worden meestal gelegd in zachte grond of woestijnzand.

Ze maken een schrapend of brommend geluid, dat extra versterkt wordt door het membraam van zijn rechter voorpoot.